# حدسية جيلبريث
حدسية جيلبريث هي حدسية في نظرية الأعداد تتعلق بالمتتاليات المُوَلدَة بتطبيق دالة الفروق المحدودة على الأعداد الأولية المتتابعة.